# Xiphophorus
Xiphophorus là một chi cá trong họ cá khổng tước Poeciliidae thuộc bộ cá Cyprinodontiformes. 

## Các loài
Chi này gồm các loài
- Xiphophorus alvarezi D. E. Rosen, 1960 (Chiapas swordtail)
- Xiphophorus birchmanni Lechner & Radda, 1987 (sheepshead swordtail)
- Xiphophorus clemenciae Álvarez, 1959 (yellow swordtail)
- Xiphophorus cortezi D. E. Rosen, 1960 (delicate swordtail)
- Xiphophorus hellerii Heckel, 1848 (red swordtail)
- Xiphophorus kallmani M. K. Meyer & Schartl, 2003
- Xiphophorus malinche Rauchengerger, Kallman & Morizot, 1990 (highland swordtail)
- Xiphophorus mayae M. K. Meyer & chartl, 2002
- Xiphophorus meyeri Schartl & Schröder, 1988 (marbled swordtail)
- Xiphophorus mixei Kallman, Walter, Morizot & Kazianis, 2004 (Mixe swordtail)
- Xiphophorus montezumae D. S. Jordan & Snyder, 1899 (Montezuma swordtail)
- Xiphophorus monticolus Kallman, Walter, Morizot & Kazianis, 2004 (southern mountain swordtail)
- Xiphophorus multilineatus Rauchengerger, Kallman & Morizot, 1990
- Xiphophorus nezahualcoyotl Rauchengerger, Kallman & Morizot, 1990 (mountain swordtail)
- Xiphophorus nigrensis D. E. Rosen, 1960 (Panuco swordtail)
- Xiphophorus pygmaeus C. L. Hubbs & Gordon, 1943 (pygmy swordtail)
- Xiphophorus signum D. E. Rosen & Kallman, 1969
- Xiphophorus andersi M. K. Meyer & Schartl, 1980 (spiketail platyfish)
- Xiphophorus continens Rauchengerger, Kallman & Morizot, 1990 (short-sword platyfish)
- Xiphophorus couchianus (Girard, 1859) (Monterrey platyfish)
- Xiphophorus evelynae D. E. Rosen, 1960 (Puebla platyfish)
- Xiphophorus gordoni R. R. Miller & W. L. Minckley, 1963 (northern platyfish)
- Xiphophorus kosszanderi M. K. Meyer & Wischnath, 1981, sometimes considered a natural hybrid in which case the name would be invalid[1]
- Xiphophorus maculatus (Günther, 1866) (southern platyfish)
- Xiphophorus milleri D. E. Rosen, 1960 (Catemaco platyfish)
- Xiphophorus roseni M. K. Meyer & Wischnath, 1981
- Xiphophorus variatus (Meek, 1904) (variable platyfish)
- Xiphophorus xiphidium (Gordon, 1932) (swordtail platyfish)